# Hiendelaencina
Hiendelaencina település Spanyolországban, Guadalajara tartományban. Hiendelaencina Villares de Jadraque, Robledo de Corpes, Congostrina, La Toba és Zarzuela de Jadraque községekkel határos. Lakosainak száma 110 fő (2024).

## Népesség
A település népessége az utóbbi években az alábbiak szerint változott:
| Lakosok száma | 124  | 131  | 117  | 154  | 155  | 133  | 121  | 115  | 117  | 110  |
|               | 2001 | 2004 | 2006 | 2009 | 2011 | 2014 | 2016 | 2019 | 2021 | 2024 |